# Виборчий округ 114
Виборчий округ 114 — виборчий округ в Луганській області, частина якого внаслідок збройної агресії на сході України тимчасово перебуває під контролем терористичного угруповання «Луганська народна республіка», а тому вибори в цій частині не проводяться. В сучасному вигляді був утворений 28 квітня 2012 постановою ЦВК №82 (до цього моменту існувала інша система виборчих округів). Окружна виборча комісія цього округу розташовується в Станично-Луганському районному будинку культури за адресою смт. Біловодськ, вул. Центральна, 109.
До складу округу входять Біловодський, Марківський, Міловський, Новопсковський, Слов'яносербський та Станично-Луганський райони. Виборчий округ 114 межує з округами 109, 104 і 110 на півдні, з округами 108, 106, 107 і 112 на південному заході, з округом 113 на заході і на північному заході та обмежений державним кордоном з Росією на півночі, на північному сході і на сході. Виборчий округ №114 складається з виборчих дільниць під номерами 440035-440064, 440216-440256, 440284-440290, 440292-440293, 440295-440314, 440462-440502 та 440504-440556.

## Народні депутати від округу
| Ім'я                         | Фото | Партія          | Скликання | Дата набуття повноважень | Дата припинення повноважень                               |
| ---------------------------- | ---- | --------------- | --------- | ------------------------ | --------------------------------------------------------- |
| Демішкан Володимир Федорович |      | Партія регіонів | 7-ме      | 12 грудня 2012           | 27 листопада 2014                                         |
| Гарбуз Юрій Григорійович     |      | самовисуванець  | 8-ме      | 27 листопада 2014        | 19 травня 2016 (перейшов на посаду Голови Луганської ВЦА) |
| Шахов Сергій Володимирович   |      | Наш край        | 8-ме      | 6 вересня 2016           | 29 серпня 2019                                            |
| Шахов Сергій Володимирович   |      | самовисуванець  | 9-те      | 29 серпня 2019           |                                                           |

## Результати виборів

### Парламентські

#### 2019
Кандидати-мажоритарники:
- Шахов Сергій Володимирович (самовисування)
- Мошенський Валерій Захарович (самовисування)
- Мойсєєв Максим Сергійович (Слуга народу)
- Куц Сергій Володимирович (самовисування)
- Лой Вікторія Володимирівна (самовисування)
- Латишева Людмила Анатоліївна (Європейська Солідарність)
- Домащенко Тетяна Вікторівна (самовисування)
- Файад Даніель Алійович (самовисування)
- Хижняк Ілля Андрійович (самовисування)
- Василець Олеся Олександрівна (самовисування)
- Базан Ольга Миколаївна (самовисування)
- Крамаренко Анатолій Олександрович (Україна славетна)
- Ліщинський Віктор Станіславович (самовисування)
- Падєєв Станіслав Володимирович (самовисування)

#### Довибори 2016
Одномандатний мажоритарний округ:

Кандидати-мажоритарники, які набради більше 0.5% (всього було 107 кандидатів):
- Шахов Сергій Володимирович (Наш край)
- Мошенський Валерій Захарович (самовисування)
- Кобзар Олег Юрійович (самовисування)
- Лебедєв Борис Вікторович (Опозиційний блок)
- Верігіна Ірина Костянтинівна (Батьківщина)
- Костанчук Тарас Дмитрович (самовисування)
- Лесик Андрій Анатолійович (самовисування)
- Дєточка Анатолій Юрійович (самовисування)
- Літвінов Юрій Олександрович (самовисування)
- Денищенко Денис Вікторович (Блок Петра Порошенка)
- Швайка Ігор Олександрович (Свобода)
- Малеванець Олексій Анатолійович (самовисування)
- Лєбєдєв Руслан Анатолійович (самовисування)

#### 2014
Кандидати-мажоритарники:
- Гарбуз Юрій Григорійович (самовисування)
- Кочарян Тігран Рафікович (Сильна Україна)
- Мошенський Валерій Захарович (самовисування)
- Костанчук Тарас Дмитрович (самовисування)
- Філоненко Сергій Вячеславович (самовисування)
- Черкасов Андрій Володимирович (самовисування)
- Гапочка Микола Михайлович (самовисування)
- Біленький Олександр Юрійович (самовисування)
- Дешко Олександр Сергійович (Опозиційний блок)
- Керичинський Ярослав Олегович (самовисування)
- Кононенко Інна Вікторівна (самовисування)
- Волошина Ніна Олександрівна (самовисування)
- Волов Сергій Сергійович (самовисування)
- Шевкун Олена Олександрівна (самовисування)
- Серпокрилов В'ячеслав Юрійович (самовисування)
- Ленда Тарас Миколайович (самовисування)
- Сета Вікторія Анатоліївна (самовисування)
- Подєйко Микола Вікторович (самовисування)
- Грішов Антон Олександрович (самовисування)
- Норенко Юлія Миколаївна (самовисування)
- Федосєєв Павло Сергійович (самовисування)
- Мельник Василь Анатолійович (самовисування)
- Зубрій Марія Миколаївна (самовисування)
- Боченко Сергій Вікторович (самовисування)
- Сергієнко Роман Сергійович (самовисування)
- Петренко Олександр Анатолійович (самовисування)
- Семенович Антон Олександрович (самовисування)
- Воробей Андрій Миколайович (самовисування)
- Кульков Максим Вікторович (самовисування)
- Лісевич Катерина Олександрівна (самовисування)
- Вискребцов Євгеній Вікторович (самовисування)
- Мачужак Наталія Олександрівна (самовисування)
- Масановець Тетяна Петрівна (самовисування)
- Павлюк Віталій Вікторович (самовисування)
- Томкус Марія Валеріївна (самовисування)
- Побєдоносцева Алла Сергіївна (самовисування)
- Хілик Дарина Олександрівна (самовисування)
- Лінський Микола Васильович (самовисування)
- Орєхов Віктор Іванович (самовисування)
- Цигенько Олег Леонідович (самовисування)
- Оболкіна Наталія Ігорівна (самовисування)

#### 2012
Кандидати-мажоритарники:
- Демішкан Володимир Федорович (Партія регіонів)
- Сивоконь Тетяна Семенівна (Комуністична партія України)
- Запорожець Іван Іванович (самовисування)
- Кравченко Ольга Ігнатівна (Батьківщина)
- Ільїнова Лідія Рефатівна (УДАР)
- Черенков Олександр Павлович (самовисування)
- Чудовський Андрій Ігорович (Радикальна партія)
- Штомпель Віталій Олександрович (Україна — Вперед!)

## Явка
Явка виборців на окрузі: